# Шевельов Павло Федорович
Павло́ Фе́дорович Шевельо́в (14 січня 1917 — 19 травня 2000) — радянський військовий льотчик, Герой Радянського Союзу (1944). Після німецько-радянської війни в 1960-70 роках на керівних посадах  військ ПВО СРСР, генерал-полковник авіації.

## Біографія
Народився 14 січня 1917 року в селі Софине (на той час Хорольський повіт, Полтавської губернії Російської імперії). Закінчив 7 класів, навчався у будівельному технікумі.
У Радянській армії з 1936 року. 1939 року закінчив Чугуївське військове авіаційне училище льотчиків.
На фронтах німецько-радянської війни з червня 1941 року. 
Командир ескадрильї 67-го гвардійського винищувального авіаційного полку (1-а гвардійська винищувальна авіаційна дивізія, 16-а Повітряна армія, Центральний фронт) гвардії капітан Шевельов до кінця серпня 1943 року здійснив 189 бойових вильотів і в повітряних боях збив особисто 13 і в групі 2 літаки противника.
Звання Героя Радянського Союзу присвоєно 4 лютого 1944 року.
1949 року закінчив військову академію імені М.Фрунзе. 1970 року — ВАК при військовій Академії Генштабу.
Із 1978 року генерал-полковник Шевельов у відставці. Жив у Ташкенті. Пізніше переїхав до Брянська. Помер у 19 травня 2000 року.

## Відзнаки і нагороди
Нагороджений двома орденами Леніна, шістьма орденами Червоного Прапора, орденом Олександра Невського, Вітчизняної війни першого ступеня, Трудового Червоного Прапора, двома орденами Червоної Зірки, медалями.